# Vortigern

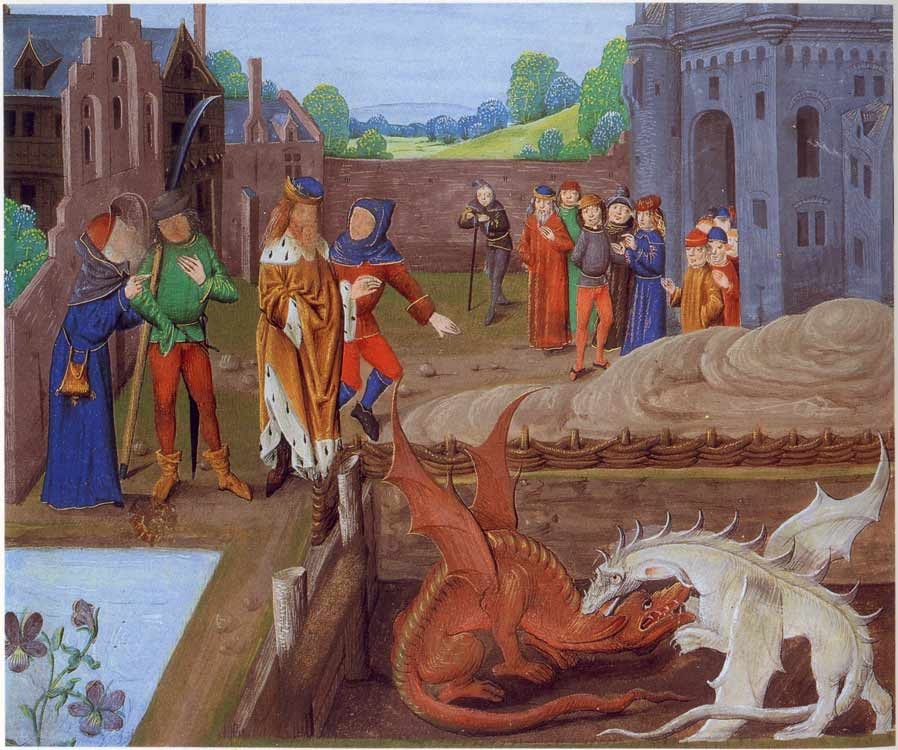
Iluminace v rukopisu Historia Regum Britanniae z 15. století zobrazující krále Britonů Vortigerna a Ambrose při sledování boje mezi dvěma draky.

Vortigern byl římsko-britonský vojenský vůdce, který vedl Britony v době po odchodu Římanů z Británie v roce 410. Jeho identita je nejistá a sporná je i jeho existence vůbec. Předpokládá se, že ho zachycují některé zprávy od historiků Gildase a Bedy Ctihodného. U Gildase je zřejmě shodný s osobou zmiňovanou častěji pod titulem „superbus tyrannus“ (pyšný tyran, uzurpátor), který v obavě před nepřátelskými Pikty a Skoty pozval do Británie Sasy, kteří se později obrátili proti svým hostitelům. Jako jasně identifikovaná osoba se Vortigern vymezil teprve v průběhu staletí a objevuje se až v artušovských legendách (v 9. až 11. století).